# Les Mariés de Vendée
Singles par Anaïs
Quitter l'autoroute
(1993)
Singles par Didier Barbelivien
Nos amours cassées
(1991) Puy du Fou
(1992)
Les Mariés de Vendée est une chanson de Didier Barbelivien en duo avec Anaïs, parue sur l'album Vendée 93. Elle est sortie en octobre 1992 comme premier single de l'album. Il s'agit de l'un des plus grands succès de Barbelivien, atteignant la deuxième place du Top 50.

## Contexte et sortie
La chanson est écrite et composée par Didier Barbelivien. C'est en assistant à La Cinéscénie du Puy du Fou que le chanteur eut l'idée d'écrire l'album Vendée 93, qui retrace l'histoire de la guerre de Vendée. Les Mariés de Vendée en est le premier extrait. Le single sort en octobre 1992 et rencontre le succès, atteignant notamment la 2e place du Top 50 à la fin de l'année 1992,.

## Clip vidéo
Le clip vidéo est réalisé par Éric Barbier. Initialement, Didier Barbelivien ne devait pas jouer le rôle du marié dans le clip mais comme aucun autre acteur n'a été trouvé, son producteur lui a proposé de faire un test avec sa compagne de l'époque, Anaïs, ce qu'il accepte. Dans le scénario, Barbelivien doit monter sur un cheval, ce qu'il réussit à faire en s'aidant d'un tabouret, et la scène où il soulève Anaïs du sol en la prenant par la taille et en la faisant monter sur le cheval a nécessité vingt-deux prises de vue. À la fin de la séquence, le cheval est allé directement dans le box de l'écurie où le plafond était bas ; par conséquent, Barbelivien est resté suspendu à la balustrade de l'écurie et a eu besoin d'aide pour descendre.

## Accueil commercial
En France, Les Mariés de Vendée débute à la 23e place du Top 50 le 24 octobre 1992, est entré dans les dix premières places du classement à la quatrième semaine, atteignant la deuxième place — ne parvenant pas à détrôner Dur dur d'être bébé ! de Jordy — se maintient à cette position pendant sept semaines consécutives et quitte le classement après 23 semaines de présence au total. Elle atteint la quatrième place des ventes en Belgique le 19 décembre 1992, restant dans le top 10 pendant sept semaines.
Dans le classement Eurochart Hot 100, le titre a débuté à la 91e place le 7 novembre 1992 et atteint la 11e place au cours de sa huitième semaine. Il reste dans ce classement pendant 18 semaines au total.

## Liste des titres
| A. | Les Mariés de Vendée (interprété par Anaïs et Didier Barbelivien) | 4:05 |
| B. | Peuple de géants (interprété par Didier Barbelivien)              | 3:28 |

## Crédits
- Didier Barbelivien – chant, paroles, musique
- Anaïs – chant
- Bernard Estardy – arrangements, ingénieur du son
- Jean Albertini – réalisateur artistique
- Richard Melloul – photographie

Crédits adaptés des notes d'accompagnement.

## Classements hebdomadaires
| Classement (1992–93)       | Meilleure position |
| -------------------------- | ------------------ |
| Belgique (SABAM)           | 4                  |
| Europe (Eurochart Hot 100) | 11                 |
| France (SNEP)              | 2                  |